# خط پاسکاک ولی
خط پاسکاک ولی (انگلیسی: Pascack Valley Line) یکی از خط‌های مترو-راه‌آهن شمال در ایالت نیویورک، نیوجرسی آمریکا است.
این خط که دارای ۱۸ ایستگاه است از هابوکن، نیوجرسی شروع و در شهرستان راکلند، نیویورک به پایان می‌رسد.

## نگارخانه

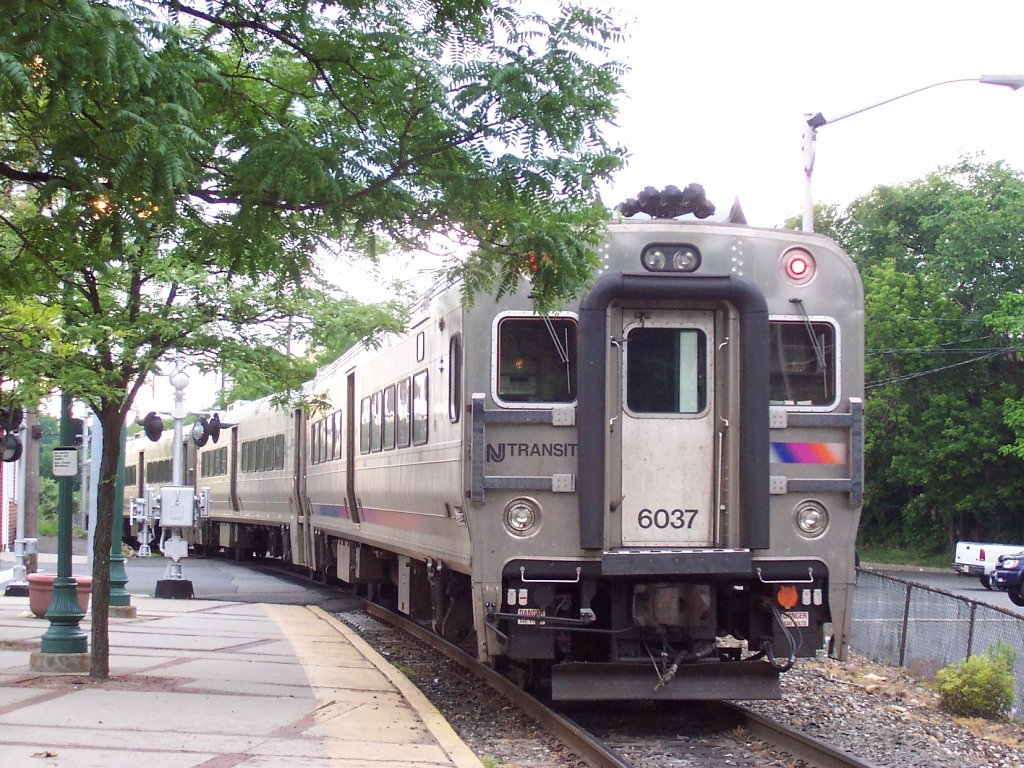
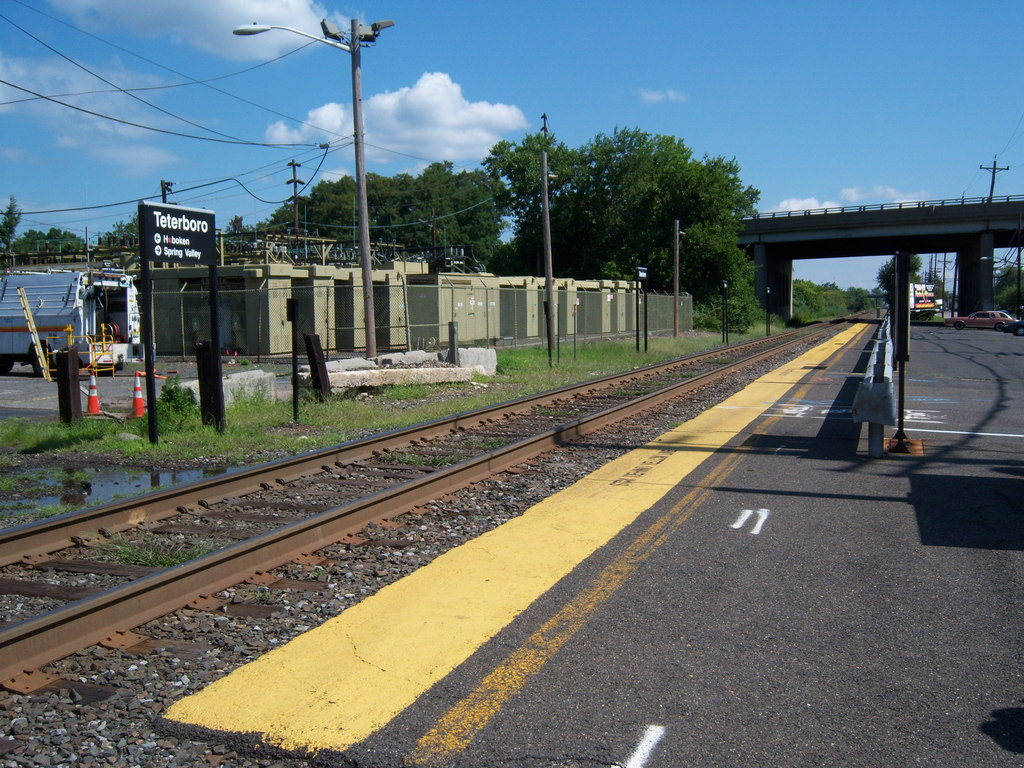
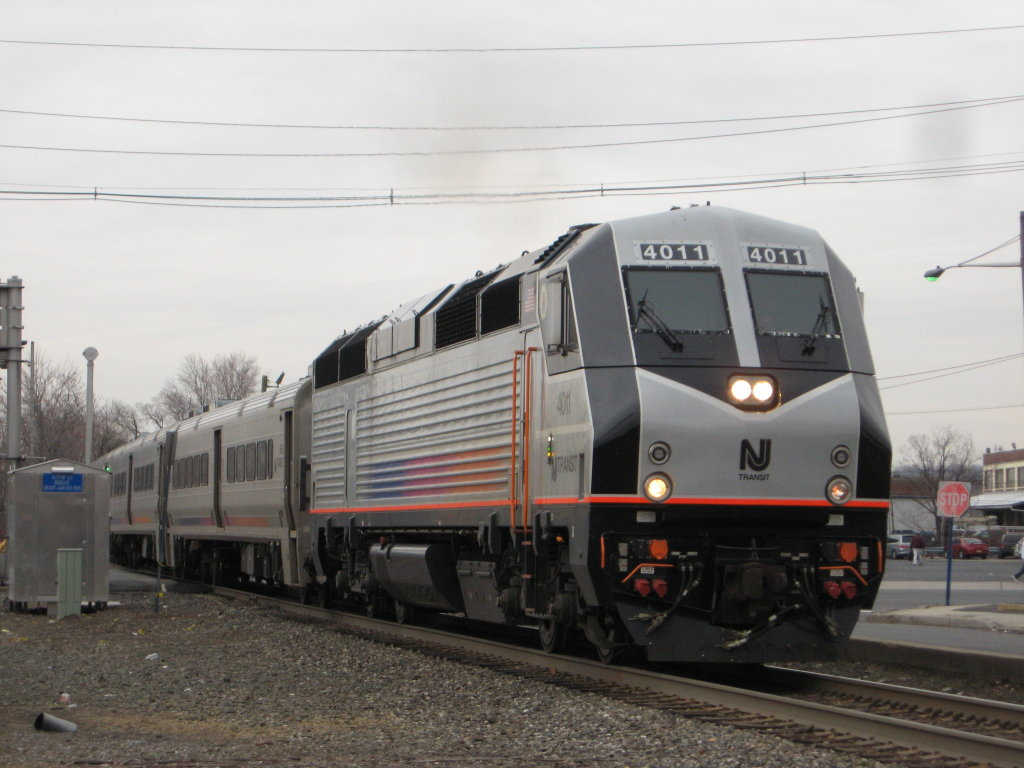
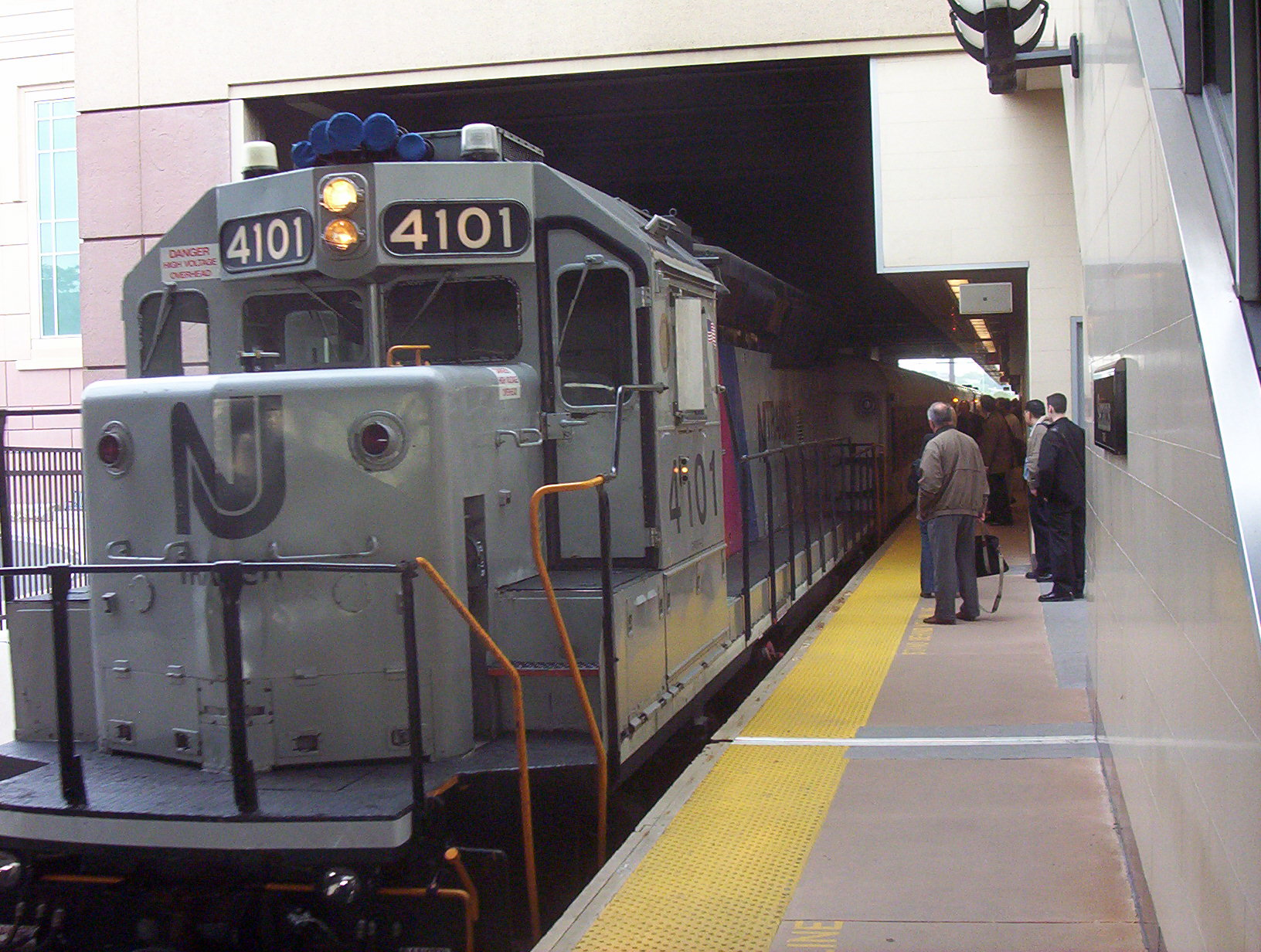